# 石井幸男
石井 幸男（いしい ゆきお、1968年7月27日 - 2025年4月21日）は、地方競馬の福山競馬場・高本友芳（現兵庫競馬調教師）厩舎に所属していた元騎手である。広島県出身。勝負服の柄は胴黄・赤襷・袖緑。

## 来歴
1986年3月31日付けで地方競馬騎手免許を取得し、福山競馬場・石井勝教厩舎からデビュー。同年4月27日第2回福山競馬1日目第5競走でブラウンテツトに初騎乗（9頭立て4番人気9着）。同年4月29日第2回福山競馬3日目第1競走でイダルコに騎乗（8頭立て1番人気）し初勝利。
2004年9月25日第8回福山競馬4日目第10競走三刀屋町長杯をスタイルマイウエーで勝利（9頭立て1番人気）し、地方競馬通算1000勝達成。
2005年11月、石井勝教調教師死去に伴い高本友芳厩舎へ所属変更。
2006年3月5日第18回福山競馬2日目第10競走日本トーター賞でフエストクインシーに騎乗（8頭立て3番人気6着）したのを最後に引退。
2025年4月21日、死去。56歳没。
地方通算成績は10352戦1042勝・2着1303回・3着1323回・勝率10.1%・連対率22.7%。

## 主な騎乗馬
- ムサシボウ（1988年福山ダービー）
- ムサシボウホマレ（1989年ヤングチャンピオン、1990年園田・益田・福山交流特別、キングカップ、楠賞全日本アラブ優駿、1991年・1992年金杯、1992年福山マイラーズカップ、ローゼンホーマ記念）
- オカノツヨシ（1990年銀杯）
- ハイセンプー（1990年ヤングチャンピオン）
- ブラウンバツト（1993年福山桜花賞、福山菊花賞）
- ビンゴトウショウ（1994年ヤングチャンピオン、1998年福山菊花賞）
- ブラウンターボ（1995年新春賞、福山菊花賞、1996年福山マイラーズカップ）
- ナイスローレン（1995年福山4歳牝馬特別）
- ムサシボウライカ（1996年新春賞）
- ヤマノダイオー（2000年キングカップ）
- ユノワンサイド（2001年福山ダービー、鞆の浦賞、アラブ王冠）
- フエストクインシー（2004年福山菊花賞）